# Urobilinogen
Urobilinogen je kemijski spoj, bez boje koji nastaje redukcijom bilirubina, djelovanjem bakterija u probavnom sustavu i dio je fiziološkog puta tzv. enterohepatičkog kruženja žučnih soli.  
Bilirubin koji dolazi u probavni sustav bakterije pretvaraju u urobilinogen od kojega se dio ponovno repasorbira kroz sluznicu u krvotok, dok dio ostaje u probavnom sustavu i izlučuje se stolicom:
- dio urobilnogena koji se izlučuje stolicom prelazi u sterkobilinogen, pa u sterkobilin, kemijski spoj koji daje stolici karakterističnu smeđu boju.
- dio koji ponovno ulazi u krvotok:
  - ponovno se izluči u stolicu (veći dio)
  - izluči se bubregom u mokraću (oko 5%), gdje urobilinogen prelazi oksidacijom u urobilin, pigment žute boje